# Згуриди, Александр Михайлович
Алекса́ндр Миха́йлович Згури́ди (10 (23) февраля 1904, Саратов — 16 сентября 1998, Москва) — советский и российский кинорежиссёр, сценарист, педагог, телеведущий, публицист. Один из основоположников советского научно-популярного кино, создатель передачи «В мире животных». Народный артист СССР (1969). Герой Социалистического Труда (1990). Лауреат трёх Сталинских премий второй степени (1941, 1946, 1950).

## Биография
Родился в Саратове в зажиточной греческой семье Михаила и Елизаветы Згуриди (фамилия переводится с греческого как кучерявый). Его родители попали в Россию ещё детьми, отец был судовладельцем (корабль «Клеопатра»). Мать умерла от воспаления среднего уха, когда Александру было только шесть месяцев. Он также рано лишился отца, и с 14 лет был вынужден содержать себя и свою сестру Антонину. В Гражданскую войну служил кавалеристом в Красной армии.
В 1930 году окончил юридические курсы при Саратовском университете имени Н. Г. Чернышевского. Тогда же приступил к съёмкам в саратовской лаборатории научных фильмов Государственного краевого института микробиологии и эпидемиологии Юго-Востока России, где поставил свой первый научно-популярный фильм «Стронгилиды» (1931).
С 1932 года работал режиссёром на студии «Мостехфильм» (позднее «Центрнаучфильм»). Снимал только в естественной среде обитания животных, для чего приходилось много ездить и выдумывать новые способы съёмки. Его работы получили всемирное признание: в частности, картина «В песках Средней Азии» (1943) была удостоена премии международного жюри критиков на 7-м Венецианском кинофестивале, «Зачарованные острова» (1965) — приза «Лев Святого Марка» за лучший документальный фильм на 26-м Венецианском кинофестивале, а «Лесная быль» (1950) — первой премии на 5-м Международном кинофестивале в Карловых Варах.
После Великой Отечественной войны дебютировал в игровом кино, поставив фильм «Белый Клык» (1946) по одноимённому роману Джека Лондона. Как позднее рассказывала вдова режиссёра Нана Клдиашвили, «волка вырастили специально для этих съёмок, и потом Александр Михайлович не расстался с ним, он привёз его в Москву. И они жили здесь в Москве. Он его выгуливал».
Съёмки «Рикки-Тикки-Тави» (1975) проходили в Индии. Поскольку приручить мангуста невозможно, для фильма отловили более тысячи зверьков, снимая всех подряд. Однако по итогам отсмотра материала Згуриди обнаружил, что почти все лучшие сцены были сняты с одним-единственным мангустом.
С 1968 по 1975 год был создателем, автором и первым ведущим телепередачи «В мире животных». Основу составили его собственные натуралистические фильмы, которых, по словам Николая Дроздова, на тот момент у него было около сотни. Впоследствии из-за нехватки времени он был вынужден расстасться с ролью ведущего, уступив её писателю Василию Пескову, который подменял его во время съёмок «Рикки-Тикки-Тави».
С 1947 года преподавал во ВГИКе, где руководил мастерской режиссуры научно-популярного фильма. С 1966 года — профессор. Среди его учеников — Юрий Головин, Валерий Когай, Наталья Полонская, Александр Сокуров.
Вместе с Иваном Пырьевым выступил инициатором создания Союза кинематографистов СССР и, будучи профессиональным юристом, смог обосновать его экономическую независимость от государства. С 1957 по 1965 год — заместитель председателя Оргкомитета Союза работников кинематографии СССР. С 1965 по 1986 год — секретарь правления Союза кинематографистов СССР.
С 1958 по 1962 год — вице-президент, с 1971 по 1980 год — президент Международной ассоциации научного кино.
С 1960 года — художественный руководитель Первого творческого объединения киностудии «Моснаучфильм».
С 1991 года — художественный руководитель производственно-творческого объединения «Орбита» «Центрнаучфильма».
Не прекращал работу вплоть до последних дней, несмотря на пережитый в середине 1990-х годов инсульт. В 1996 году на экраны вышла детская сказка «Лиза и Элиза», на съёмках которой лазил в горы, хотя у него почти не действовали рука и нога. В том же году получил премию «Золотой овен» как «Человек кинематографического века». Смерть застала его в процессе съёмок новой картины «Волшебное колечко», так и оставшейся незавершённой.
Скончался 16 сентября 1998 года на 95-м году жизни. Похоронен на Новодевичьем кладбище (участок № 10).

## Личная жизнь
Жена — Нана Георгиевна Клдиашвили (1938—2024), режиссёр и автор сценариев научно-популярных фильмов, была ученицей Згуриди и впоследствии работала вместе с ним.
Сын от первого брака — Олег Згуриди (1936—2000), кинооператор студии «Центрнаучфильм». Заслуженный деятель искусств Российской Федерации (1996).
Приёмная дочь — Ирина от первого брака Клдиашвили с однокурсником, известным режиссёром Ираклием Квирикадзе.

## Отзывы современников
«Захваченный красотой полёта чаек, Згуриди сказал мне: „Посмотри, они как будто разумные, хотя разума у них столько, сколько у курицы, даже меньше… Стареют ли они? Они и умирают, наверное, такими же ловкими и сильными?“ И, помолчав, добавил: „Я не видел ни одной старой чайки“. Разговор этот был у меня с Александром Михайловичем Згуриди года три-четыре назад. В профиль он казался мне похожим на большую белую птицу с гордо закинутой головой и острым взором…

Он, пожалуй, единственный кинорежиссёр не только у нас, в советском киноискусстве, но и во всём мировом кинематографе, отдавший всего себя, всю свою жизнь одной, поглотившей его целиком теме — теме любви к нашим „братьям меньшим“, всяким зверюшкам и всяким птахам, может быть, самым беззащитным на свете существам… Он посвятил своё режиссёрское дарование воспеванию природы. Не поэтическому созерцанию, а активной борьбе за сохранение разнообразия природы, за сохранение равновесия в её среде».

## Фильмография

### Режиссёр
- 1931 — Стронгилиды (документальный)
- 1935 — Пернатая смена (документальный)
- 1936 — Крылатые гости (документальный)
- 1936 — По Волге (документальный)
- 1937 — В степях Крыма (документальный)
- 1937 — На море (документальный)
- 1937 — По Южному берегу Крыма (документальный)
- 1938 — В глубинах моря (документальный) (совм. с Б. Долиным)
- 1941 — Сила жизни (документальный)
- 1943 — В песках Средней Азии (документальный)
- 1946 — Белый Клык
- 1950 — Тайны природы (документальный) (совм. с Б. Долиным и И. М. Берманом)
- 1950 — Лесная быль (документальный)
- 1953 — Во льдах океана (документальный)
- 1954 — Повесть о лесном великане
- 1957 — В Тихом океане (документальный)
- 1959 — Тропою джунглей (документальный) (совм. с Ян Чен-Я, КНР)
- 1962 — Дорогой предков (документальный)
- 1965 — Зачарованные острова (документальный)
- 1967 — Лесная симфония (документальный)
- 1970 — Чёрная гора (совм. с М. Сатхью)
- 1973 — Дикая жизнь Гондваны
- 1975 — Рикки-Тикки-Тави (совм. с Н. Клдиашвили)
- 1979 — Зачем бабируссе клыки? (документальный) (совм. с Н. Клдиашвили)
- 1981 — Аборигены Антарктиды (документальный)
- 1981 — Крепыш (совм. с Н. Клдиашвили)
- 1985 — Любимец публики (совм. с Н. Клдиашвили)
- 1987 — В дебрях, где реки бегут… (совм. с Н. Клдиашвили)
- 1988 — По следам снежного человека (документальный) (совм. с Н. Клдиашвили)
- 1991 — Собачье счастье (совм. с Н. Клдиашвили)
- 1994 — Балерина (совм. с Н. Клдиашвили)
- 1996 — Лиза и Элиза (совм. с Н. Клдиашвили)

### Сценарист
- 1941 — Сила жизни (документальный)
- 1943 — В песках Средней Азии (документальный)
- 1946 — Белый Клык
- 1953 — Во льдах океана (документальный)
- 1954 — Повесть о лесном великане (совм. с Д. Еремичем)
- 1957 — В Тихом океане (документальный)
- 1959 — Тропою джунглей (документальный)
- 1962 — Дорогой предков (документальный)
- 1965 — Зачарованные острова (документальный)
- 1967 — Лесная симфония (документальный)
- 1971 — Чёрная гора
- 1973 — Дикая жизнь Гондваны
- 1975 — Рикки-Тикки-Тави (совм. с Н. Клдиашвили)
- 1975 — Дрессировщики (киноальманах) (2-й фильм — «Приключения медвежонка») (совм. с М. Вольпиным, Н. Эрдманом)
- 1976 — Дрессировщики (киноальманах) (1-й фильм — «Побег») (совм. с А. Вольпиным, Н. Эрдманом)
- 1977 — Дрессировщики (киноальманах) (5-й фильм — «В лесу»)
- 1979 — Зачем бабируссе клыки? (документальный)
- 1981 — Аборигены Антарктиды (документальный)
- 1981 — Крепыш (совм. с Н. Клдиашвили)
- 1985 — Любимец публики (совм. с Н. Клдиашвили)
- 1987 — В дебрях, где реки бегут… (совм. с Н. Клдиашвили)
- 1988 — По следам снежного человека (документальный) (совм. с Н. Клдиашвили, И. Акимушкиным)
- 1989 — Гига, Ангел, Снежок и другие (короткометражный)
- 1991 — Собачье счастье (совм. с Н. Клдиашвили)
- 1993 — Балерина (совм. с (совм. с Н. Клдиашвили)
- 1996 — Лиза и Элиза (совм. с Н. Клдиашвили)

### Участие в фильмах
- 1979 — ВГИК: Педагоги и студенты говорят о профессии (документальный)

### Архивные кадры
- 2001 — Саша — тигр (Воскрешая в памяти. Александр Згуриди) (документальный, видео)
- 2003 — Судьба длиною в целый век (в киноальманахе для детей «Ручеек») (документальный, видео)

## Литературные сочинения
- О некоторых вопросах теории и практики научно-популярной кинематографии, в сб.: Научно-популярный фильм, в. 1, М., 1959.
- Научное кино в СССР, 2 изд., М., 1959 (совм. с И. Васильковым).
- В мире животных, М., 1961.
- Тропою джунглей, Л., 1962.
- Страницы автобиографии, М., 1968.
- В стране вечных льдов, 1976.
- Экран. Наука. Жизнь, 1983.

## Награды и звания
- Герой Социалистического Труда (14.12.1990)
- Народный артист РСФСР (06.03.1950)[11]
- Народный артист СССР (29.09.1969)
- Сталинская премия второй степени (1941) — за фильмы «В глубинах моря» (1939) и «Сила жизни» (1941)
- Сталинская премия второй степени (1946) — за фильм «В песках Средней Азии» (1943)
- Сталинская премия второй степени (1950) — за фильм «Лесная быль» (1949)
- Государственная премия РСФСР имени братьев Васильевых (1969) — за фильмы «Зачарованные острова» (1965) и «Лесная симфония» (1967)
- Три ордена Ленина (?, 1984, 1990)
- Четыре ордена Трудового Красного Знамени (1950, 1964, 1974, 1981)
- Орден «Знак Почёта» (1940)
- Медаль «За доблестный труд в Великой Отечественной войне 1941—1945 гг.»
- Медаль «В память 800-летия Москвы»
- Медаль «В память 850-летия Москвы»
- Медаль «За доблестный труд. В ознаменование 100-летия со дня рождения Владимира Ильича Ленина»
- Медаль «Ветеран труда»
- Ломоносовская премия 1 степени (1960, за фильм «Тропою джунглей»)
- Премия «Золотой овен» в номинации «Человек кинематографического века» (1996)
- МКФ в Венеции (1946, Премия международного жюри критиков за лучший документальный фильм, фильм «В песках Средней Азии»)
- МКФ в Карловых Варах (1950, Премия за лучший воспитательный фильм, фильм «Лесная быль»)
- МКФ в Эдинбурге (1953, Премия, фильм «Во льдах океана»)
- МКФ в Локарно (1953, Премия, фильм «Во льдах океана»)
- МКФ в Лондоне (1953, Премия, фильм «Во льдах океана»)
- МКФ в Дурбане (1953, Премия, фильм «Во льдах океана»)
- МКФ специализированных фильмов в Риме (1957, Первая премия «Золотой робот», фильм «В Тихом океане»)
- ВКФ в Москве (1958, Первая премия, фильм «В Тихом океане»)
- Кинофестиваль МАНК — Международной ассоциации научного кино (1958, Почётный диплом, фильм «В Тихом океане»)
- ВКФ в Минске (1960, Первая премия по разделу научно-популярных фильмов, фильм «Тропою джунглей»)
- МКФ в Лондоне-Оксфорде (1960, Почётный диплом, фильм «Тропою джунглей»)
- МКФ в Венеции (1962, Приз, фильм «Дорогой предков»)
- МКФ в Варшаве (1962, Почётный диплом, фильм «Тропою джунглей»)
- МКФ в Венеции (1965, Приз «Лев Святого Марка» за лучший документальный фильм для детей, фильм «Зачарованные острова»)
- МКФ «ФЕСТ-82» в Югославии (1982, Премия жюри детских фильмов, фильм «Рикки-тикки-тави»)
- ВКФ в Таллине (1982, Приз Министерства лесного хозяйства и охраны ЭССР, фильмы «Черная гора», «Крепыш»)
- МКФ фильмов для детей в Чикаго (1994, Приз за лучшее исполнение главной детской роли, фильм «Балерина»)[12]

## Память
В честь Згуриди был назван астероид 4311, обнаруженный 26 сентября 1978 года астрономом Людмилой Журавлёвой.